# Piotr Nguyễn Khắc Tự
Piotr Nguyễn Khắc Tự (wiet. Phêrô Nguyễn Khắc Tự) (ur. ok. 1808 r. w Ninh Bình w Wietnamie – zm. 10 lipca 1840 r. w Đồng Hới, prowincja Quảng Bình w Wietnamie) – katechista, męczennik, święty Kościoła katolickiego.
Piotr Nguyễn Khắc Tự jako katechista pomagał ojcu Quế w pracy misyjnej, a później ojcu Borie przez 4 lata. Podczas prześladowań zostali aresztowani. Torturowano go usiłując zmusić do podeptania krzyża. Został stracony razem z Piotrem Borie 10 lipca 1840 r.
Dzień wspomnienia: 24 listopada w grupie 117 męczenników wietnamskich.
Beatyfikowany 27 maja 1900 r. przez Leona XIII. Kanonizowany przez Jana Pawła II 19 czerwca 1988 r. w grupie 117 męczenników wietnamskich.